# Kriegerdenkmal (Wahnsdorf)
Das Kriegerdenkmal auf der Südseite des Angers Altwahnsdorf steht im Stadtteil Wahnsdorf der sächsischen Stadt Radebeul. Es ist ein Kulturdenkmal.

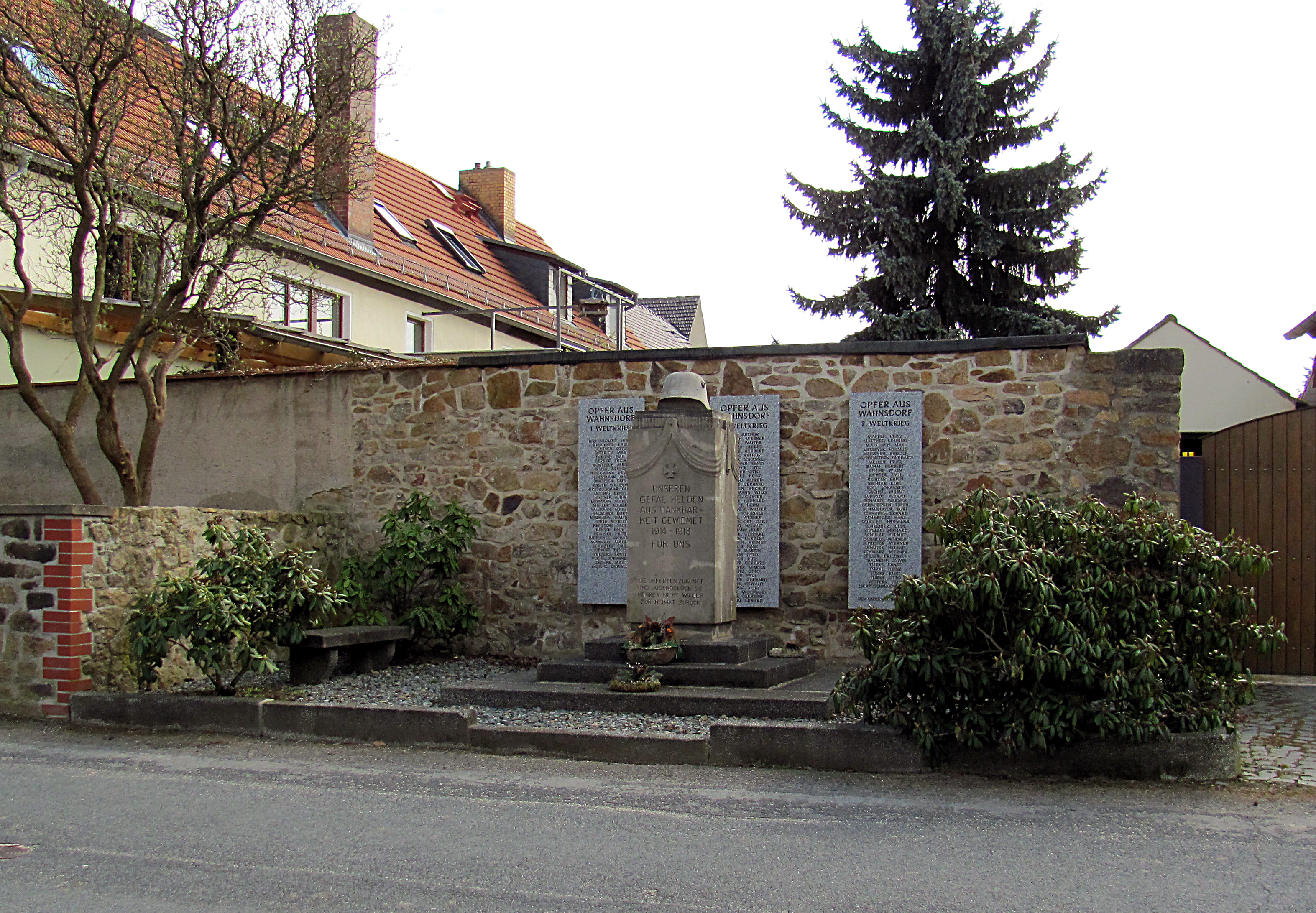
Kriegerdenkmal Wahnsdorf

## Beschreibung
Das Ehrenmal für die Gefallenen des Dorfes wurde in den 1920er Jahren errichtet. Auf mehreren Stufen steht eine pfeilerartige Stele, die von oben herabhängend mit dem Relief eines geschwungenen Tuches verziert ist. Obenauf liegt ein Stahlhelm aus Sandstein. Auf der Vorderseite befindet sich unter einem kleinen Eisernen Kreuz die folgende Inschrift:
| UNSEREN GEFAL. HELDEN AUS DANKBAR= KEIT GEWIDMET 1914 – 1918 FÜR UNS SIE OPFERTEN ZUKUNFT UND JUGENDGLÜCK SIE KEHRTEN NICHT WIEDER ZUR HEIMAT ZURÜCK |

Ursprünglich wurde das Denkmal mit einer Liste der gefallenen Wahnsdorfer Soldaten des Ersten Weltkrieges versehen. Diese war nach Jahrzehnten so verwittert, dass die Namen nicht mehr erkennbar waren. Im März 2008 wurden deswegen auf Betreiben des Wahnsdorfer Heimatvereins an der Grundstücksmauer hinter der Gedenkstätte drei neue Granitplatten installiert – links eine mit den Namen von 32 Gefallenen des Ersten Weltkrieges, dahinter und rechts zwei weitere Gedenktafeln mit den Namen von 75 Opfern des Zweiten Weltkriegs aus Wahnsdorf.